# Zatoka Tokijska
Zatoka Tokijska (jap. 東京湾 Tōkyō-wan) – zatoka w Japonii, na południowo-wschodnim wybrzeżu wyspy Honsiu (Honshū), w południowej części regionu Kantō, w Japonii, otoczona przez dwa półwyspy: Bōsō (prefektura Chiba) od wschodu i Miura (prefektura Kanagawa) od zachodu. Uprzednia nazwa: zatoka Edo (Edo-wan).
W węższym sensie Zatoka Tokijska obejmuje obszar o pow. 922 km², leżący na północ od linii łączącej przylądek Kannon (Kannon-zaki) na półwyspie Miura i przylądek Futtsu (Futtsu-misaki) na półwyspie Bōsō. Zatoka Tokijska w szerszym znaczeniu obejmuje również kanał Uraga. Całkowita powierzchnia wynosi 1320 km². W zatoce znajduje się jedna naturalna wyspa oraz wiele sztucznych.
Znajdują się tu porty: Tokio, Chiba, Kawasaki, Jokohama oraz Yokosuka.
W okresie Meiji na zachodnim wybrzeżu zatoki, pomiędzy Tokio i Jokohamą, powstał okręg przemysłowy o nazwie Pas Przemysłowy Keihin (Keihin Kōgyō Chitai). Po II wojnie światowej został – jako Okręg Przemysłowy Keiyo (Keiyō Kōgyō Chiiki) – rozszerzony również na północne i wschodnie wybrzeże.
Tokyo Wan Aqua-Line, most-tunel, przecina Zatokę Tokijską łącząc Kawasaki z Kisarazu. Statki z Oceanu Atlantyckiego wpływają do portów zatoki kanałem Uraga.
W Zatoce Tokijskiej znajduje się dzielnica handlowo-rozrywkowa na sztucznej wyspie Odaiba, która powstała z małych, stworzonych przez człowieka wysp dla fortów obronnych (daiba oznacza „fort”). Zostały one zbudowane pod koniec okresu Edo (1603–1868) w celu obrony Tokio przed możliwymi atakami z morza, a szczególnie w odpowiedzi na wizyty amerykańskich okrętów komodora Matthew Perry'ego w drugiej połowie XIX wieku.
Ponad sto lat później te małe wyspy połączono w większe poprzez ogromne wysypiska śmieci. Tokio rozpoczęło bowiem spektakularny projekt przekształcenia wysp w dzielnicę gospodarczą i biznesową.
W dniu 2 września 1945 r. na pokładzie amerykańskiego pancernika USS Missouri zakotwiczonego w Zatoce Tokijskiej podpisano akt kapitulacji Japonii, kończący II wojnę światową na Dalekim Wschodzie.

## Galeria

Panorama Zatoki Tokijskiej
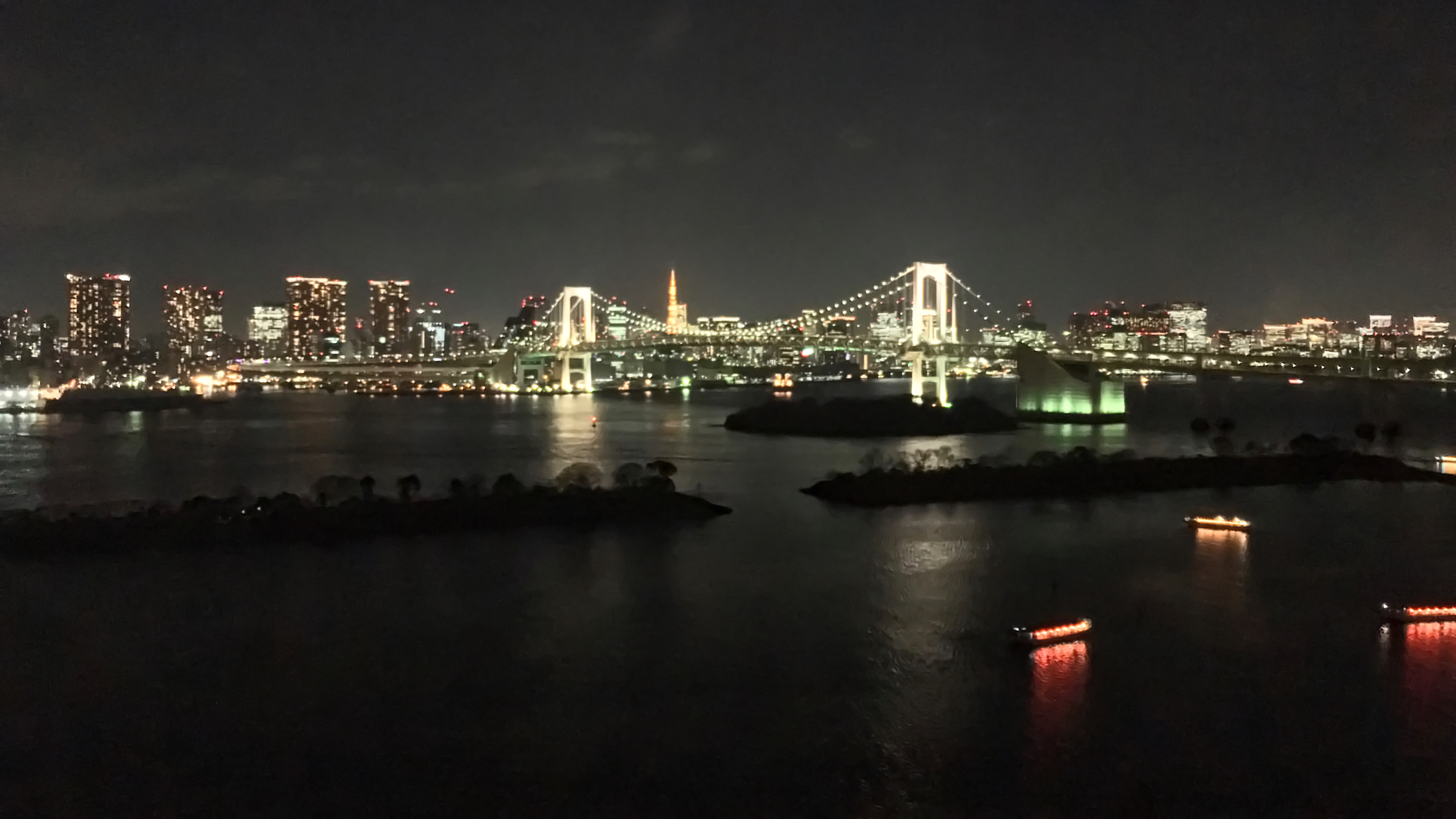
Zatoka o zmierzchu